# 张宏 (生物学家)
张宏（1969年11月—），男，安徽歙县人，中国生物学家，中国科学院院士。

## 生平
1991年毕业于安徽大学，1994年于北京大学医学部获硕士学位，2001年于美国爱因斯坦医学院获博士学位。2001年至2004年，在马萨诸塞总医院癌症中心作博士后。2004年至2012年，任北京生命科学研究所研究员、高级研究员。2012至今，任中国科学院生物物理研究所研究员。

## 社会兼职
中国生物物理学会副理事长兼秘书长，《Autophagy》副主编，《SCIENCECHINA Life Sciences》、《Trends in Biochemical Sciences》、《Cell Death and Differentiation》、《eLife》、《Journal of Cell Science》、《EMBO Reports》、《Protein & Cell》等编委。

## 奖项和荣誉
- 2012年 国家杰出青年科学基金
- 2013年 谈家桢生命科学创新奖
- 2019年 中国细胞生物学学会“杰出成就”奖
- 2019年 国家自然科学二等奖
- 2020年 第二届全国创新争先奖
- 2022年 中源协和生命医学成就奖
- 2022年 中国生命科学十大进展
- 2023年 中国科学院院士